# Jaime Girona y Agrafel
Jaime Girona y Agrafel (Barcelona, 1826-Madrid, 1907) fue un banquero y hombre de negocios español, senador en las Cortes de la Restauración.

## Biografía
Nacido en Barcelona el 25 de julio de 1826, se dedicó a los negocios desde su juventud. Al igual que su hermano Manuel Girona, fue militante del partido conservador. En el momento de su muerte era senador vitalicio y poseía la gran cruz de la Orden de Isabel la Católica. Formó parte de los consejos de diversas sociedades, entre ellas de la de Altos Hornos de Vizcaya, además de ser presidente del Consejo del Banco de Castilla. Entre sus vástagos se contaron Milagros, casada con el subsecretario de Gobernación, conde del Moral de Calatrava, y Manuel Girona y Canaleta. Su hijo mayor, fallecido antes que él, estuvo casado con Isabel Iranzo, marquesa de Águila Real. Falleció en su casa-palacio de la madrileña calle de Fuencarral a primeros de octubre de 1907.